# Simone Cercato
Simone Cercato (Dolo, Italia, 25 de febrero de 1975) es un nadador italiano especializado en pruebas de estilo libre, donde consiguió ser medallista de bronce olímpico en 2004 en los 4x200 metros.

## Carrera deportiva
En los Juegos Olímpicos de Atenas 2004 ganó la medalla de bronce en los relevos de 4x200 metros estilo libre, con un tiempo de 7:11.83 segundos, tras Estados Unidos y Australia (plata).